# تاكاشي ياماغوتشي
تاكاشي ياماغوتشي (باليابانية: 山口 高志) (مواليد 27 نوفمبر 1972)، هو لاعب كرة قدم سابق كان يلعب كمدافع.